# Guenduláin

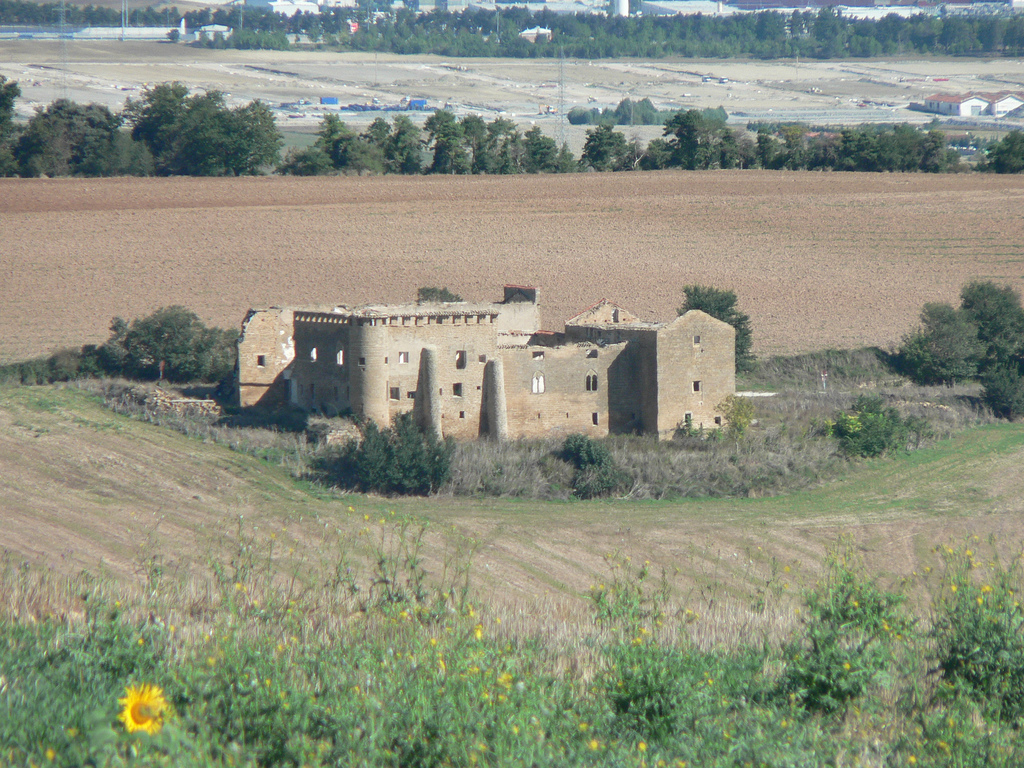
Burgruine von Guendulain

Guenduláin ist ein kleiner, heute verlassener Ort, am Jakobsweg nahe Pamplona in der Autonomen Gemeinschaft Navarra, administrativ gehört er zur Gemeinde Cendea de Cizur.
Hier im Pamploneser Becken soll laut Pseudo-Turpin, dem lateinischen Pendant des Rolandslieds, die Schlacht zwischen Karl dem Großen und dem maurischen Heerführer Aigolando stattgefunden haben. Aigolando soll Karl hier erwartet und in der anschließenden Schlacht den Tod gefunden haben. Im vierten Buch, Kapitel acht des Jakobsbuches wird dagegen Sahagún als Ort des Zusammentreffens angegeben.
Der Ort ist heute verlassen. Die Pfarrkirche San Andrés aus dem 16. Jahrhundert und die Burg der Grafen von Guenduláin befinden sich in einem sehr schlechten baulichen Zustand.
Berichte über das Pilgerhospiz einer jakobäischen Laienbruderschaft lassen sich heute mit keinem Gebäude des Ortes mit Sicherheit in Verbindung bringen.